# Friaça
Albino Friaça Cardoso (Porciúncula, Río de Janeiro, 20 de octubre de 1924-Itaperuna, Río de Janeiro, 12 de enero de 2009), conocido como Friaça, fue un delantero de fútbol brasileño.

## Biografía
En su carrera, entre 1943 y 1955, jugó para Vasco da Gama, São Paulo y Ponte Preta. Ganó 2 torneos estatales de Río de Janeiro (1945 y 1947), 1 Campeonato Paulista (1949), en el cual fue el máximo goleador, y el Campeonato Sudamericano de Campeones (1948).
Con la selección brasileña participó en el Mundial de 1950, jugando cuatro partidos y marcando el primer gol en el partido final del Mundial contra Uruguay, en el que perdieron 1-2.
Murió en Itaperuna el 12 de enero de 2009, a los 84 años, debido a un fallo múltiple de órganos a causa de una neumonía.

## Selección nacional

### Participaciones en Copas del Mundo
| Mundial                        | Sede   | Resultado  |
| ------------------------------ | ------ | ---------- |
| Copa Mundial de Fútbol de 1950 | Brasil | Subcampeón |

## Clubes
| Club          | País   | Año       |
| ------------- | ------ | --------- |
| Vasco da Gama | Brasil | 1943-1949 |
| São Paulo FC  | Brasil | 1949-1950 |
| Ponte Preta   | Brasil | 1950      |
| Vasco da Gama | Brasil | 1951-1952 |
| Ponte Preta   | Brasil | 1953      |
| Vasco da Gama | Brasil | 1953-1954 |
| Guarani FC    | Brasil | 1957-1958 |

## Palmarés

### Campeonatos nacionales
| Título              | Club          | País   | Año  |
| ------------------- | ------------- | ------ | ---- |
| Campeonato Carioca  | Vasco da Gama | Brasil | 1945 |
| Campeonato Carioca  | Vasco da Gama | Brasil | 1947 |
| Campeonato Paulista | São Paulo FC  | Brasil | 1949 |

### Copas internacionales
| Título                               | Club          | País   | Año  |
| ------------------------------------ | ------------- | ------ | ---- |
| Campeonato Sudamericano de Campeones | Vasco da Gama | Brasil | 1948 |